# Championnats du monde par équipes de marche 2018
Navigation
Rome 2016 Minsk 2022
Les championnats du monde par équipes de marche 2018 se déroulent les 5 et 6 mai 2018 à Taicang, en Chine. 

## Résultats

### Hommes
| Épreuve | Or                                                  | Or           | Argent                                                     | Argent     | Bronze                                            | Bronze       |
| --- | --------------------------------------------------- | ------------ | ---------------------------------------------------------- | ---------- | ------------------------------------------------- | ------------ |
| 10 km (junior) | Zhang Yao                                           | 40:07 WJL PB | Wang Zhaozhao                                              | 40:12 PB   | José Eduardo Ortiz                                | 40:17 NJR PB |
| 10 km (junior par équipes) | Chine Zhang Yao Wang Zhaozhao                       | 3 pts        | Japon Shō Sakazaki Hiroto Jūsho                            | 14 pts     | Australie Kyle Swan Declan Tingay                 | 24 pts       |
| 20 km | Kōki Ikeda                                          | 1:21:13      | Wang Kaihua                                                | 1:21:22    | Massimo Stano                                     | 1:21:33      |
| 20 km (par équipes) | Japon Kōki Ikeda Toshikazu Yamanishi Isamu Fujisawa | 12 pts       | Italie Massimo Stano Francesco Fortunato Giorgio Rubino    | 29 pts     | Chine Wang Kaihua Jin Xiangqian Niu Wenchao       | 42 pts       |
| 50 km | Hirooki Arai                                        | 3:44:25 SB   | Hayato Katsuki                                             | 3:44:31 PB | Satoshi Maruo                                     | 3:44:52 SB   |
| 50 km (par équipes) | Japon Hirooki Arai Hayato Katsuki Satoshi Maruo     | 10 pts.      | Ukraine Maryan Zakalnytskyy Ivan Banzeruk Valeriy Litanyuk | 29 pts.    | Pologne Rafał Augustyn Rafał Sikora Adrian Błocki | 37 pts       |
| Records et Performances - AR : Record continental (area record) - CR : Record des championnats (championship record) - MR : Record du meeting (meet record) - NR : Record national (national record) - OR : Record olympique (olympic record) - PR : Record paralympique (paralympic record) - PB : Record personnel (personal best) - SB : Meilleure performance personnelle de la saison (season's best) - WL : Meilleure performance mondiale de l'année (world leader) - WJR : Record du monde junior (world junior record) - WR : Record du monde (world record) Circonstances et Conditions - DNF : N'a pas terminé (did not finish) - DNS : N'a pas pris le départ (did not start) - DQ : Disqualification (disqualification) - NM : Aucun essai valable enregistré (No Mark) - Q : Qualifié « directement » au prochain tour (ou à la prochaine compétition), lors d'une compétition majeure, grâce au classement ou à la réalisation des minima (automatic qualifier) - q : Qualifié au prochain tour (ou à la prochaine compétition), lors d'une compétition majeure, grâce au repêchage ou à la réalisation de l'une des meilleures performances parmi celles des « non qualifiés directement » (grâce au meilleur temps ou à la meilleure distance par exemple) (secondary qualifier) |                                                     |              |                                                            |            |                                                   |              |

### Femmes
| Épreuve | Or                                       | Or             | Argent                                                         | Argent     | Bronze                                                       | Bronze     |
| --- | ---------------------------------------- | -------------- | -------------------------------------------------------------- | ---------- | ------------------------------------------------------------ | ---------- |
| 10 km (junior) | Alegna González                          | 45 min 8 s AJR | Glenda Morejón                                                 | 45:13      | Nanako Fujii                                                 | 45:29 PB   |
| 10 km (junior par équipes) | Chine Li Wenxiu Ma Li                    | 10 pts         | Équateur Glenda Morejón Paula Milena Torres                    | 13 pts     | Turquie Meryem Bekmez Ayşe Tekdal                            | 25 pts     |
| 20 km | María Guadalupe González                 | 1:26:38 SB     | Qieyang Shenjie                                                | 1:27:06 SB | Yang Jiayu                                                   | 1:27:22 SB |
| 20 km (par équipes) | Chine Qieyang Shenjie Yang Jiayu Wang Na | 17 pts         | Italie Eleonora Giorgi Valentina Trapletti Antonella Palmisano | 38 pts     | Espagne Maria Pérez Laura García-Caro Raquel González        | 40 pts     |
| 50 km | Liang Rui                                | 4:04:36 WR     | Yin Hang                                                       | 4:09:09 SB | Claire Tallent                                               | 4:09:33 AR |
| 50 km (par équipes) | Chine Liang Rui Yin Hang Ma Faying       | 8 pts          | Équateur Paola Viviana Pérez Johana Ordóñez Magaly Bonilla     | 21 pts     | Ukraine Khrystyna Yudkina Vasylyna Vitovshchyk Alina Tsviliy | 40 pts     |
| Records et Performances - AR : Record continental (area record) - CR : Record des championnats (championship record) - MR : Record du meeting (meet record) - NR : Record national (national record) - OR : Record olympique (olympic record) - PR : Record paralympique (paralympic record) - PB : Record personnel (personal best) - SB : Meilleure performance personnelle de la saison (season's best) - WL : Meilleure performance mondiale de l'année (world leader) - WJR : Record du monde junior (world junior record) - WR : Record du monde (world record) Circonstances et Conditions - DNF : N'a pas terminé (did not finish) - DNS : N'a pas pris le départ (did not start) - DQ : Disqualification (disqualification) - NM : Aucun essai valable enregistré (No Mark) - Q : Qualifié « directement » au prochain tour (ou à la prochaine compétition), lors d'une compétition majeure, grâce au classement ou à la réalisation des minima (automatic qualifier) - q : Qualifié au prochain tour (ou à la prochaine compétition), lors d'une compétition majeure, grâce au repêchage ou à la réalisation de l'une des meilleures performances parmi celles des « non qualifiés directement » (grâce au meilleur temps ou à la meilleure distance par exemple) (secondary qualifier) |                                          |                |                                                                |            |                                                              |            |